# Elezioni presidenziali in Argentina del 1937
Le elezioni presidenziali in Argentina del 1937 si tennero il 5 settembre. Come tutte le altre votazioni tenutesi nel periodo storico noto come decennio infame anche queste furono caratterizzate da pesanti brogli che falsarono il risultato assicurando al candidato governativo, il radicale antipersonalista Roberto Marcelino Ortiz la vittoria.

## Risultati
| Candidati presidente e vicepresidente     | Liste                                                           | Voti      | %     | Elettori |
| ----------------------------------------- | --------------------------------------------------------------- | --------- | ----- | -------- |
| Roberto Marcelino Ortiz Ramón S. Castillo | Concordancia                                                    | 1.097.660 | 55,76 | 248      |
| Roberto Marcelino Ortiz Ramón S. Castillo | • Partito Democratico Nazionale                                 | 612.027   | 31,09 | 248      |
| Roberto Marcelino Ortiz Ramón S. Castillo | • Concordancia                                                  | 125.200   | 6,36  | 248      |
| Roberto Marcelino Ortiz Ramón S. Castillo | • Unione Civica Radicale di Santa Fe                            | 167.870   | 8,53  | 248      |
| Roberto Marcelino Ortiz Ramón S. Castillo | • Fronte Nazionale                                              | 58.991    | 3,01  | 248      |
| Roberto Marcelino Ortiz Ramón S. Castillo | • Unione Civica Radicale - Giunta di Riorganizzazione Nazionale | 51.234    | 2,60  | 248      |
| Roberto Marcelino Ortiz Ramón S. Castillo | • Unione Civica Radicale Antipersonalista                       | 34.372    | 1,74  | 248      |
| Roberto Marcelino Ortiz Ramón S. Castillo | • Patto Autonomista Liberale                                    | 33.706    | 1,71  | 248      |
| Roberto Marcelino Ortiz Ramón S. Castillo | • Partito Popolare                                              | 14.260    | 0,72  | 248      |
| Marcelo Torcuato de Alvear Enrique Mosca  | Unione Civica Radicale                                          | 814.741   | 41,39 | 128      |
| Nicolás Repetto Arturo Orgaz              | Partito Socialista                                              | 50.917    | 2,59  | -        |
| Diego Luis Molinari Adolfo Rocco          | Partito Radicale                                                | 2.585     | 0,13  | -        |
| Nessun candidato                          | Unione Civica Radicale Blocchista                               | 2.270     | 0,12  | -        |
| Nessun candidato                          | Difesa Provinciale - Bandiera Bianca                            | 63        | 0,00  | -        |
| Totale                                    | Totale                                                          | 1.968.236 |       | 376      |